# Коммунистическая партия Непала (маоистский центр)

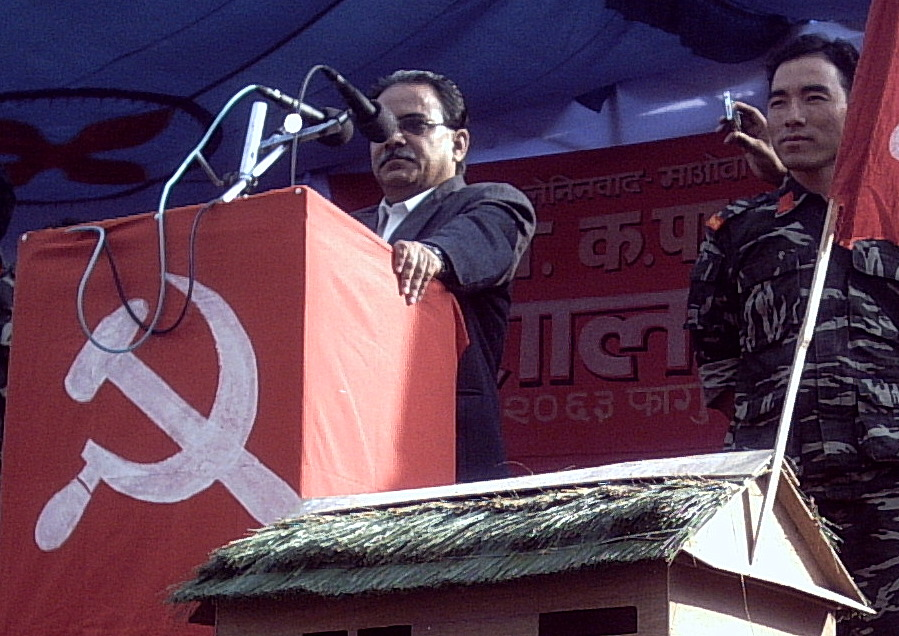
Товарищ Прачанда (Пушпа Камал Дахал)

Коммунистическая партия Непала (Маоистский центр) (КПН(М), непальск. नेपाल कम्युनिष्ट पार्टी (माओवादी केन्द्र)) — леворадикальная маоистская политическая партия в Непале, возникла в 1994 году. Лидер — председатель товарищ Прачанда (Пушпа Камал Дахал). Одна из трёх ведущих политических сил страны, насчитывающая 750 тысяч членов. Ранее носила названия Коммунистическая партия Непала (маоистская) (नेपाल कम्युनिष्ट पार्टी (माओवादी); до 2009) и Объединённая коммунистическая партия Непала (маоистская) (до 2016). Член маоистского интернационала Революционное интернационалистическое движение и Координационного комитета маоистских партий и организаций Южной Азии (CCOMPOSA). 
В 1996 году подняла вооружённое восстание («Народную войну») против королевской власти. Во время гражданской войны 1996—2006 годов контролировала значительную часть территории страны. Добилась перехода Непала от монархии к федеративной республике. После свержения королевской власти победила на выборах 2008 года в 1-е Учредительное собрание Непала, набрав более 30 % голосов избирателей и 220 из 575 депутатских мест. Ряд высокопоставленных деятелей партии вошёл в коалиционное правительство (лидеры партии даже возглавляли его: Прачанда в 2008—2009, в 2016—2017 и Бабурам Бхаттараи в 2011—2013), но полного контроля над правительственными структурами установить не удалось.
В 2015 году представители партии заняли посты вице-президента (Нанда Кишор Пун), председателя парламента и вошли в коалиционное правительство вместе с Коммунистической партией Непала (объединённой марксистско-ленинской). В 2016—2017 годах лидер партии Пушпа Камал Дахал возглавлял коалиционное правительство, сформированное в союзе с Непальским конгрессом. В феврале 2018 года партия вошла в правительственную коалицию с Коммунистической партией Непала (объединенной марксистско-ленинской). В мае 2018 года эти две партии окончательно объединились в единую Непальскую коммунистическую партию. Однако 8 марта 2021 года Верховный суд Непала отменил объединение партий, постановив, что название НКП уже было занято группой Риширама Кателя. Обе старые партии в итоге были восстановлены как самостоятельные. Лидер КПН(МЦ) Прачанда в конце 2022 года в третий раз стал премьер-министром Непала.

## История

### Основание
Как и остальные компартии страны, КПН(М) ведёт свою родословную от изначальной Коммунистической партии, из которой через череду многочисленных расколов выделилось маоистское крыло коммунистического движения Непала. Ядро будущей КПН(М) существовало поочерёдно в Коммунистической партии Непала (Четвёртого съезда), Коммунистической партии Непала (Масал), Коммунистической партии Непала (Машал) и Коммунистической партии Непала (Центр единства) (Прачанда уже был генсеком последних двух партий и провозгласил на I съезде КПН(ЦЕ) в декабре 1991 курс на «затяжную народную войну» как единственный путь к «новой демократической революции»).
Современная маоистская компартия была основана в 1994 году на основе возглавляемого Прачандой радикального большинства Коммунистической партии Непала (Центр единства); остальная часть последней в форме Коммунистической партии Непала (Центр единства — Масал) и фронта «Джанаморха Непал» впоследствии тоже влилась в ОКПН(М), но уже в XXI веке. Раскол произошёл накануне парламентских выборов 1994 года и повлёк за собой раскол и избирательного крыла КПН(ЦЕ) — Объединённого народного фронта Непала: возглавлявший его Бабурам Бхаттараи со сторонниками поддержал Прачанду, однако из двух конкурирующих фракций ОНФН Избирательная комиссия признала только умеренную во главе с Нирмалом Ламой; в ответ группа Бхаттараи призвала к бойкоту выборов.
Воспользовавшись стычками между сторонниками промаоистского ОНФН и других партий (Непальского конгресса и Национал-демократической партии) в октябре 1995 в районе Рукум, новое правительство Шер Бахадур Деубы начало аресты маоистов, а полиция запустила в ноябре того же года в районе Ролпа операцию «Ромео», вылившуюся в многочисленные случаи нарушений прав человека незаконных арестов, депортаций, пыток, похищений, изнасилований и убийств, от которых пострадали сотни членов левых партий. В ответ в январе 1996 года Политбюро ЦК КПН(М) приняло финальное решение о незамедлительном начале войны против правительства.

### «Народная война»
4 февраля 1996 делегация ОНФН во главе с Бабурамом Бхаттараи передала премьер-министру Деубе меморандум с 40 требованиями (отмена дискриминационных законов в отношении иностранных рабочих, отмена привилегий королевской семьи, принятие новой конституции; национализация крупной собственности; гарантии свободы совести, слова и собраний; план обеспечения сельской местности водой, электроэнергией и дорогами), ультимативно угрожая начать вооружённую революцию 17 февраля.
13 февраля 1996 в ответ на отказ властей удовлетворить её требования маоистская компартия объявила о начале «народной войны» — партизанской вооружённой борьбы с правительством Непала, королевской властью и роялистами. Первой акцией маоистских повстанцев стал налёт на отделение программы банка сельскохозяйственного развития в районе Горкха, где они уничтожили кредитные бумаги. В регионах, где она устанавливала контроль, проводилась земельная реформа, изгонялись представители королевской власти, запрещалась кастовая рознь, женщины получали равные с мужчинами права. Своими целями провозгласила свержение монархии и установление «новой демократии» (социалистического строя с существенным использованием капиталистических методов в экономике).
С приходом к власти правительства при участии КПН (ОМЛ) в 1997 году насилие между двумя сторонами поначалу приостановилось, однако после попыток маоистов помешать проведению местных выборов вице-премьер и глава МВД Бам Дев Гаутам из КПН (ОМЛ) инициировал принятие нового закона, предоставившего полиции расширенные полномочия для борьбы с повстанцами. К маю 1998 маоисты контролировали территорию 51 сельских комитетов, установив здесь параллельную администрацию («народное правительство»). Новый премьер Гириджа Прасад Коирала провёл операцию «Кило Серра II», в ходе которой было убито почти полтысячи человек.
Выборы 1999 года маоисты призвали бойкотировать, но физически их проведению не мешали, и правительство Кришна Прасад Бхаттараи уполномочило Шер Бахадура Деубу вступить с ними в переговоры. Прачанда поставил три условия: раскрыть местонахождение «исчезнувших» активистов партии, включая члена ЦК КПН(М); начать процесс освобождения работников и симпатиков; прекратить «государственный терроризм» и начать расследование некоторых инцидентов. Выполнены они не были, глава правительства сменился, и стычки возобновились. После убийства королевской семьи, включая короля Бирендру, принцем Дипендрой в 2001 году пришедший к власти король Гьянендра начал полномасштабное применение против маоистских повстанцев не только полиции, находившейся в подчинении кабинета министров, но и королевских вооружённых сил. В тот год маоисты нанесли ряд существенных ударов по полицейским силам — в апреле убили 70 полицейских, на день рождения нового короля 7 июля — ещё 41, в том же месяце взяли 69 в плен.
Затем сформировавший новое правительство Шер Бахадура Деуба и маоисты объявили перемирие. В августе 2001 года мейнстримные компартии при посредничестве КПН (Масал) провели безрезультативную встречу с КПН (маоистской), которая безуспешно требовала поддержать её призыв к установлению республики. Однако власти параллельно с начавшимися переговорами законодательно обеспечили создание полицейских вооружённых сил для борьбы с маоистами. Те же в 2001 году на базе своей «народной армии» создали Народно-освободительную армию численностью 5-10 тысяч человек.
В идеологии руководствуется марксизмом-ленинизмом-идеями Мао Цзэдуна, со ІІ съезда 26 февраля 2001 года дополнившимися новой доктриной «Путь Прачанды» (во время гражданской войны она отстаивала стратегию одновременного вооружённого конфликта в сельской местности и массового восстания в городах, возглавляемого студенческими, женскими, профсоюзными и крестьянскими организациями). Рассматривает крупные несоциалистические державы (в том числе Россию) в качестве «империалистических сил». Некоторыми странами рассматривалась как террористическая организация.[какими?]
Сменила название после присоединения к ней Коммунистической партии Непала (Единый центр — Масал) в январе 2009 г.
Восстановлена как независимая партия в начале 2021 года.